# Yuri Stepkine
Yuri Stepkine (né le 15 octobre 1971) est un judoka russe. Il participe aux Jeux olympiques d'été de 2000 dans la catégorie de poids des 100 kg et remporte la médaille de bronze.

## Palmarès

### Jeux olympiques
- Jeux olympiques de 2000 à Sydney,  Australie
  -  Médaille de bronze